# Мальчик, ведущий лошадь
«Мальчик, ведущий лошадь» (фр. Jeune Garçon au cheval) — картина испанского и французского художника Пабло Пикассо. Относится к розовому периоду. Выполнена маслом на холсте зимой 1905—1906 г. Находится в коллекции Нью-Йоркского музея современного искусства. Размер — 220,6 × 131,2 см.

## Описание
На картине изображён обнажённый мальчик на фоне пустынного пейзажа и серо-голубого неба. Он уверенно ведёт за собой грациозного коня. Правая рука мальчика вытянута в сторону и сжата в кулак, как будто он держит в руке уздечку. Сама уздечка на картине отсутствует. Голова коня обращена в сторону мальчика.

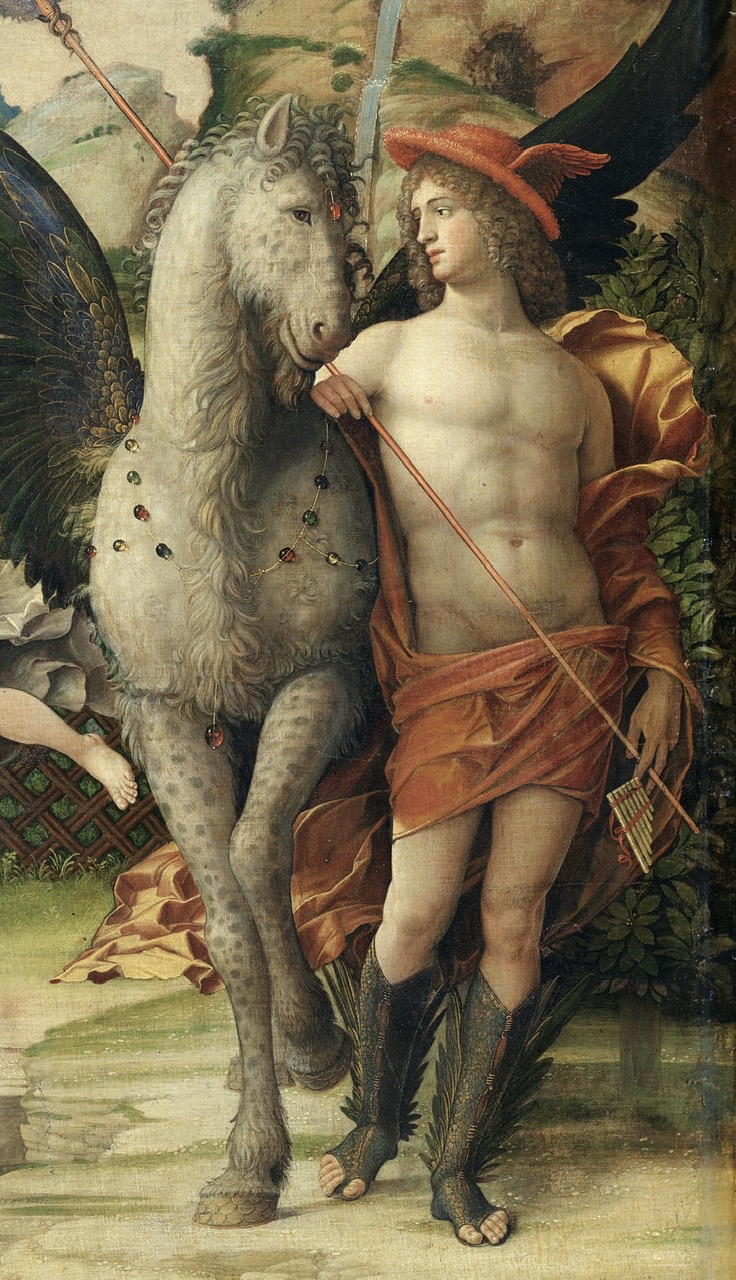
Гермес и Пегас. Фрагмент картины Андреа Мантеньи «Парнас».1496—1497

Композиция картины отсылает к известному произведению Андреа Мантеньи «Парнас», которое хранится в Лувре. Парнас — мифическое место обитания Аполлона и муз, покровительниц искусств. В правой части полотна на переднем плане изображены Гермес — покровитель обогащения и крылатый конь Пегас. По-испански Пегас — Pegáso, слово, так похожее на Пика́ссо. Возможно, художник вложил в свою работу какой-то тайный, понятный только ему одному, подтекст. Так или иначе, некоторые искусствоведы тяготеют к тому, что картина имеет аллегорическое объяснение.

## История владения
Изначально работа была собственностью Амбруаза Воллара. В 1907 году её приобрели брат и сестра Лео и Гертруда Стайны. Они продали картину немецкому банкиру Паулю фон Мендельсону-Бартольди в 1913 году. В октябре 1934 года полотно купил берлинский арт-дилер Юстин Таннхаузер. Затем картина была продана в США. С 1936 года владельцем произведения был коллекционер Уильям С. Пейли. В 1964 году он передал картину Нью-Йоркскому музею современного искусства.